# Hesperocharis nereina
Hesperocharis nereina är en fjärilsart som beskrevs av Carl Heinrich Hopffer 1874. Hesperocharis nereina ingår i släktet Hesperocharis och familjen vitfjärilar.
Artens utbredningsområde är Peru. Inga underarter finns listade i Catalogue of Life.